# مهسا امینی (هشتگ)
#مهسا_امینی یا #MahsaAmini یک هشتگ است که پس از کشته‌شدن مهسا امینی در بازداشت گشت ارشاد و آغاز اعتراضات به کشته‌شدن او، در فضای مجازی برای اعتراض به این رویدادها مورد استفاده قرار گرفت و رکورد تاریخ هشتگ توییتر را شکست. این هشتگ رکورد تاریخ استفاده از هشتگ از زمان معرفی این قابلیت در شبکه‌های اجتماعی را نیز شکسته است.
از این هشتگ در توئیتر تاکنون بیش از ۲۷۵ میلیون بار استفاده شده است. هشتگ مهسا امینی، علاوه بر توئیتر، در اینستاگرام نیز میلیون‌ها بار مورد استفاده قرار گرفته است و در تیک‌تاک نیز ویدئوهای ارسال‌شده با این هشتگ بیش از ۹۴۰ میلیون بار دیده شده‌اند.

## روزشمار
۲۷ شهریور
- این هشتگ در توییتر تا بامداد یکشنبه ۲۷ شهریور از مرز دو میلیون توئیت و بازتوئیت گذشت و با حدود ۱۱ میلیون لایک، رکورد هشتگ #اعدام نکنید را که در سال ۱۳۹۹ ترند جهانی شده بود، شکست.[۶]

۳۰ شهریور
- در ۳۰ شهریور تعداد توئیت‌ها با هشتگ فارسی و انگلیسی مهسا امینی در مجموع از ۱۵ میلیون عبور کرده است.[۷] این دومین بار بود که هشتگی فارسی ترند جهانی می‌شد.[۸] این هشتگ را در کنار هشتگ اعدام نکنید، از مهم‌ترین هشتگ‌های تاریخ توئیتر فارسی می‌دانند.[۶]

۳۱ شهریور
- هشتگ مهسا امینی در توئیتر از مرز ۳۰ میلیون گذشت. این آمار شامل هشتگ‌های #مهسا_امینی، #مهساامینی، mahsa_amini# و mahsaamini# می‌شود.[۹]

۱ مهر
- هشتگ مهسا امینی در بین پنج هشتگ تاریخ توئیتر قرار گرفت. تا این روز از این هشتگ حدود ۴۲ میلیون بار استفاده شد.[۱۰][۱۱]

۲ مهر
- هشتگ #مهسا_امینی در توئیتر ۶۵ میلیونی شد.[۱۲]
- این هشتگ در توئیتر از مرز ۸۰ میلیون توئیت گذشت.[۱۳][۱۴]

۳ مهر
- تعداد هشتگ‌های #مهسا_امینی در توئیتر که پس از کشته‌شدن او در سطحی گسترده مورد استفاده قرار گرفته، به بیش از ۸۵ میلیون مورد رسید.[۱۵]

۴ مهر
- تا این تاریخ از هشتگ #مهسا_امینی بیش از ۱۰۰ میلیون بار استفاده شد.[۱۶]

۷ مهر
- از هشتگ #مهسا_امینی ۱۶۰ میلیون بار استفاده شد.[۱۷]

۱۰ مهر
- تعداد توئیت‌ها با این هشتگ در توئیتر از مرز ۲۰۰ میلیون گذشت و رکوردی بی‌سابقه را در تاریخ توئیتر برجای گذاشت.[۱۸]

۱۳ مهر
- سی ان ان تا ۱۳ مهر ۱۴۰۱ به نقل از آون جونز، استاد دانشگاه حمد بن خلیفه قطر، تعداد کاربردهای این هشتگ مهسا امینی را ۵۲ میلیون توئیت اعلام کرده است.[۱۹]

۲۳ مهر
- کاربردهای این هشتگ در توئیتر در ۱۲ اکتبر ۲۰۲۲ از ۲۷۵ میلیون فراتر رفت.[۱]